# Per-Egil Flo
Per-Egil Flo (* 18. Januar 1989 in Stryn) ist ein norwegischer Fußballspieler, der aktuell bei Sogndal IL unter Vertrag steht.

## Karriere

### Verein
Per-Egil Flo begann seine Fußballkarriere in seinem Geburtsort bei Stryn TIL.
Im Juli 2006 wechselt er zu Sogndal IL in die zweitklassige Adeccoligaen und war dort auf Anhieb ein wichtiger Bestandteil der ersten Mannschaft. Nach zwei verpassten Aufstiegen in der Relegation 2008 und 2009 schafften Flo und Sogndal IL im Jahr 2010 den direkten Aufstieg in die erstklassige Eliteserien. In acht Jahren absolvierte Flo für Sogndal IL insgesamt 172 Pflichtspiele und erzielte dabei 6 Tore.
Im Sommer 2013 wechselte Flo zu Molde FK. Auch in Molde war er auf Anhieb als Stammspieler in der ersten Mannschaft gesetzt und gewann 2014 die norwegische Meisterschaft sowie 2013 und 2014 den norwegischen Pokal.
Im Januar 2017 wechselte Flo nach Tschechien zu SK Slavia Prag. In der Rückrunde der Spielzeit 2016/17 war er als Linksverteidiger in der Startelf gesetzt und gewann dabei mit Slavia Prag die tschechische Meisterschaft. In der folgenden Spielzeit verlor Flo diesen Stammplatz an Jan Boril und kam so in der gesamten Saison auf nur zwei Einsätze in der Liga. Im Pokal dagegen war er in den ersten beiden Runden sowie im Halbfinale in der Startelf gesetzt, beim Finale, welches Slavia Prag gegen FK Jablonec gewann, stand er nicht im Kader.
Im Juli 2018 wechselte Flo in die Schweiz zum FC Lausanne-Sport in die zweitklassige Challenge League. In der Schweiz war er wieder in der ersten Mannschaft als Linker Außenverteidiger gesetzt. In der Spielzeit 2019/20 gelang Flo mit dem FC Lausanne-Sport der direkte Aufstieg in die Super League. Auch in der Super League war er als Allrounder in der ersten Mannschaft gesetzt. 
Im Mai 2021 lösten Flo und der FC Lausanne-Sport den laufenden Vertrag einvernehmlich auf und Flo wechselte zurück nach Norwegen in die zweite Liga zu Sogndal IL.

### Nationalmannschaft
Von 2004 bis 2013 durchlief Per-Egil Flo die verschiedenen Junioren-Nationalmannschaften Norwegens. Im August 2014 gab er beim Freundschaftsspiel gegen die Vereinigten Arabischen Emirate sein Debüt für die norwegische Nationalmannschaft. Im Laufe des Jahres wurde Flo noch weitere Male in den Kader der Nationalmannschaft berufen. Nach zwei Jahren ohne Nominierung wurde er für zwei Länderspiele im Juni 2017 zum bisher letzten Mal in den Kader der Nationalmannschaft berufen.

## Erfolge
Sogndal IL:
- Aufstieg in die 1. Liga: 2010

Molde FK:
- Norwegischer Meister: 2014
- Norwegischer Pokalsieger: 2013 und 2014

SK Slavia Prag:
- Tschechischer Meister: 2016/17
- Tschechischer Pokalsieger: 2017/18

FC Lausanne-Sport:
- Aufstieg in die 1. Liga: 2019/20

## Familie
Per-Egil Flo ist der Neffe des ehemaligen Fußballspielers Håvard Flo.